# Богородичина црква у Долцу
Богородичина црква у Долцу, насељу у општини Краљево, обновљена је 1441/1442. године и заштићено је непокретно културно добро као споменик културе од великог значаја.

## Изглед цркве
Црква посвећена Светој Богородици у селу Долац налази се пар километара јужно од манастира Студенице. Скоро квадратна основа храма је малих димензија, али његова двоспратна конструкција висока је око 6 m, па издужена силуета више подсећа на кулу него на богомољу. По изгледу је најближа ранохришћанским гробницама или двоспратним капелама са криптама, каквих има на Јадранском приморју. Две истоветне просторије, постављене једна изнад друге и лучно засведене, вероватно првобитно нису ни биле у функцији цркве. Горња просторија је служила као капела, а доња као крипта и сувише је ниска да би се човек могао исправити.
Доња просторија је имала један отвор на западној страни, док је она спратна имала чак четири лучна отвора, од којих су северни и јужни били постављени уз источни зид. Кров je на две воде, од камених плоча, те формира троугласте забате на источном и западном зиду. Ha доњој просторији цркве постоји само један отвор. То су мала правоугаона врата на западном зиду, постављена према југу. Горњи спрат има на западном зиду велики, полукружним луком засведен отвор, док су отвори на јужном и северном зиду ужи, такође лучно засведени и претрпели су извесне интервенције. Ова два отвора пружила су се до пода, без парапета, исто као и западни отвор. Својевремено су били зазидани и смањени, тако да су од лучних отвора биле остале само пушкарнице, али је након обнове цркве јужни отвор доведен у првобитно стање. Апсида je накнадно уграђена y овакав отвор на источном зиду и начињена je од сиге. Припрата je била већих димензија него сама црква и призидана је накнадно, а пред извођење рестаурације остао је само њен јужни зид. Како припрата по свом изгледу и начину грађења подсећа на припрату Цркве Св. Николе у Палежу, то значи да је припрата цркве у Долцу подигнута крајем 14. или почетком 15. века. Поред цркве налази се некропола са споменицима из 18. и 19. века, а у припрати има узиданих споменика из 13. и 14. века. Археолошким истраживањима откривени су и остаци водовода, који је највероватније водио до извора који се налази преко пута цркве. Испод пода крипте није пронађен никакав гроб, па остаје претпоставка да је у унутрашњости крипте био смештен саркофаг покојника који је био нека значајнија личност и да је ова грађевина била првобитно његов маузолеј. Како црква највише изгледом подсећа на капеле са криптама са Јадранског приморја, настанак ове грађевине се може можда везати за настанак Студенице и за мајсторе са приморја који су градили овај манастир. Уколико је ова претпоставка тачна, онда она може објаснити зашто ова црква личи на приморске двоспратне капеле. Дакле, Богородичина црква y Долцу је могла бити подигнута крајем 12. или почетком 13. века.
У доба деспота Ђурђа Бранковића, тачније 1441/1442. године, дошло је до обнове, о чему сведочи делимично сачувани фреско натпис на источном зиду. Како су том приликом зидне површине на спрату живописане, јасно је да су до те године изведене интервенције које су ову просторију претворили у цркву: отвори груписани на источној страни су зазидани и формиран је олтарски простор са плитком апсидом, ђакониконом и проскомидијом. Можда је у исто време призидана и велика припрата. Међутим, према новијим читањима овог делимично сачуваног натписа (захваљујући најстаријем сачуваном препису овог натписа, који је 1877. године начинио Михаило Валтровић), обнову цркве би требало померити у 1435/36. годину. Такође, како натпис изричито помиње да је црква тада обновљена, то значи да је ова грађевина била претворена у цркву пре обнове из 1435/36. године.
Црква је имала фреске и унутра и споља, али су оне сасвим фрагментарно очуване у источном делу храма. Њене фреске су биле боље очуване крајем 19. века, односно у време када је Валтровић посетио цркву. На зиду апсиде је била насликана Богородица са раширеним рукама. Са њене десне стране је био насликан Арханђел Михаило, а са леве Св. Никола. На чеоном зиду је Христова икона, а у реду испод ње је натпис који говори о обнови цркве.
Истраживачки и конзерваторско-рестаураторски радови су извођени су током августа и септембра 1969. године.